# Liendo
Liendo là một đô thị thuộc cộng đồng tự trị Cantabria, Tây Ban Nha. Theo điều tra dân số năm 2007, đô thị này có dân số là 995 người. Thủ phủ là Hazas.

## Biến động dân số
| 1900  | 1910  | 1920  | 1930  | 1940  | 1950  | 1960  | 1970  | 1980 | 1990 | 2000 | 2005 | 2007 |
| ----- | ----- | ----- | ----- | ----- | ----- | ----- | ----- | ---- | ---- | ---- | ---- | ---- |
| 1.237 | 1.209 | 1.198 | 1.078 | 1.124 | 1.116 | 1.000 | 1.019 | 815  | 804  | 831  | 995  | 1135 |

Fuente: INE

## Các thị trấn
- Hazas (thủ phủ).
- Iseca Nueva.
- Iseca Vieja.
- Isequilla.
- Llatazos.
- Mendina.
- Mollaneda.
- Noval.
- La Portilla.
- Rocillo.
- Sopeña.
- Villanueva.
- Villaviad.